# Иваново (Беларус)
 За другите селища с това име вижте Иваново.  
Иваново (на беларуски: Іванава; на руски: Иваново) е град в Беларус, административен център на Ивановски район, Брестка област. Населението на града е 16 417 души (по приблизителна оценка от 1 януари 2018 г.).

## История
За пръв път селището е упоменато през 14 век, през 1971 година получава статут на град.